# 鈴木越後
鈴木越後（すずきえちご）は、江戸時代の菓子店。特に羊羹が名物として知られる。明治維新後に廃業。町菓子屋に転じて店の格が下がるのを惜しんだためとも、明治初年に経営を破綻させていたとも言われる。
幕府御用菓子司であり、同時代の文献には高い評判である旨が記されている（下記、#当時の評価参照）。
鈴木越後で修業をした茂助は、「鈴木亭」の屋号と「三つ鱗の商紋」を賜り、慶応2年（1866年）に富山で鈴木亭を開業した。

## 当時の評価
富貴地座位
安永6年（1777年）刊行の名物評判記。
江戸名物詩
鈴木越後の羊羹が「天下鳴（てんかになる）」ものと絶賛されている。
江戸の華 名物商人ひやうばん
1815年刊行の番付表。 鈴木越後は西の大関（最高位）となっている。

## エピソード
当時、新たに小普請組頭の役職に就いた者は、最初の寄合で先任の同僚を招いて供応するしきたりであり、その際の菓子は鈴木越後の羊羹と定められていた。この供応の費用は自費であるため、高価な鈴木越後の羊羹を人数分そろえるのは費用の負担も大きい。ある時、永井求馬がこの新任の供応を行ったが、その際に出された羊羹が鈴木越後のものではないと指摘する先任同僚が現れ、永井は同僚23人から詰問を受けることになった。永井は金澤丹後の羊羹であることを認め、謝ることになった。
このエピソードは旗本の森山孝盛が『賤のをだ巻』に書き記しているものであるが、森山自身も食べ比べて味が異なることを書き記している。
なお、金澤丹後も『江戸の華 名物商人ひやうばん』において東の小結に挙げられる名店ではあるが、鈴木越後同様に金澤丹後も明治維新後に廃業している。